# Ангел (геральдика)
Ангел — одна з популярних фігур у геральдиці. Зазвичай використовується як щитотримач, хоча нерідко зустрічається і як гербова фігура.

## Опис
За Олександром Лакієром, серед природних постатей, «в гербі зображуваних», ангелам і херувимам відведена головна роль. Херувим зображується як голови людини чи ангела, з двома крилами; серафим же володіє трьома парами крил (одна з них — над, інша — під головою, у кожної обидва крила перетинаються один з одним в формі косого хреста).
На думку А. Фокс-Девіса, ангели, хоча вони часто постають у вигляді щитотримачів, порівняно рідко використовуються як гербові фігури. Набагато частіше [як гербових фігур] зустрічаються херувими.

## Символіка
Ангел у геральдиці може символізувати:
- Добро, світло та справедливість. Його зображення на гербі може бути нагадуванням про те, що добро завжди перемагає зло.
- Захист та опіка. Їхнє зображення на гербі може розглядатися як символ захисту від зла і небезпек.
- Натхнення і духовність. Їхнє зображення на гербі може бути нагадуванням про те, що ми завжди можемо знайти в собі сили для нових звершень.
- Символ досконалості. Ангели вважаються ідеальними та досконалими істотами, і їх зображення може викликати асоціації з досконалістю та возвеличенням.

У деяких випадках ангел може мати й інші значення. Наприклад, у середньовічній Європі ангели іноді зображувалися як покровителі певних професій або занять. У цьому випадку ангел символізував захист і благословення від Бога.
Ангели можуть мати атрибути:
- Ангел з мечем часто символізує перемогу добра над злом.
- Ангел з трубою чи терезами символізує Суд Божий.
- Ангел з лілеєю символізує чистоту і невинність.
- Ангел з зіркою символізує надію і дороговказ.
- Ангел з крилами символізує свободу і духовність.

## Поширення фігури

### Англія
Поява ангельських постатей (ймовірно, в образі «янголів-охоронців» гербових щитів) цілком відповідало атмосфері перших днів англійської геральдики. За часом цей процес збігся з початком систематичного використання щитотримачів. Останні у вигляді ангелів зустрічаються на багатьох готичних будинках. З'являються вони і на печатках; так, на пресі Генрі Гросмонтського (бл. 1350) над геральдичним щитом можна побачити фігуру ангела.

### Німеччина
У Німеччині «небесні фігури», включаючи «ангелів з розкішними локонами», часто зустрічаються як щитотримачі починаючи з XV століття. Хронологічно їм передують фігури людей і тварин (останні — з 2-ї пол. XIV століття).

## Приклади використання

#### Міста та регіони

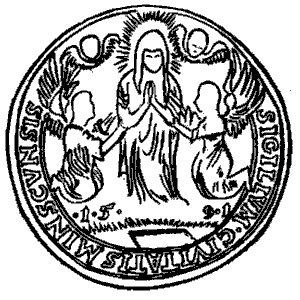
Герб Мінська на печатці XVI або XVII століття

З кінця XVI століття відоме зображення герба Мінська польского короля и великого князя литовского Сигізмунда ІІІ Вази. Місто отримало свій герб у 1591 році, за привілеєм польського короля і великого князя литовського Сигізмунда ІІІ Вази. Як геральдичний сюжет була обрана сцена «Вознесіння Діви Марії». Поряд з фігурою Богородиці, на гербі зображені ангели і херувими.

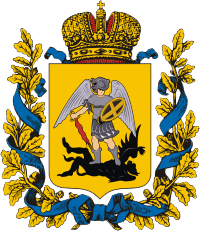
Герб Архангельської губернії (1878)

Виникнення гербів Архангельська та інших міст пов'язані з військовими реформами Петра I. Полки, розквартовані по губерніях і провінціях, отримували найменування за містами, герби яких, своєю чергою, містилися на полкових прапорах. Оскільки багато московських міст на той час не мали власних гербів, необхідно було їх «створити».
Зображення герба Архангельська («архангел на коні, що вражає диявола») вперше зустрічається на прапорі Архангелогородського полку у 1712 році. На початок царювання Анни Іоанівни «коня» з герба прибрали. Герб Архангельської губернії було затверджено 1878 року.

#### Корпоративні, військові та особисті
Ангели й досі зустрічаються в образі геральдичних та спадкових щитотримачів: наприклад, їх можна бачити на гербах маркіза Вотерфорда, графа Дадлі, віконта Діллона.

### Вигадані герби
Мішель Пастуро в одній із своїх книг наводить приклад «вигаданого» герба — фрагмент середньовічного килима геральдикою доброчесності, на щиті якого зображений ангел.

## Галерея

Герб Києва
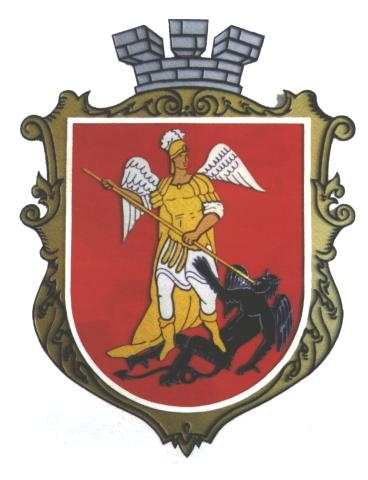
Герб Гадяча
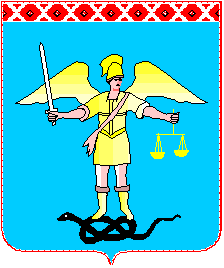
Герб Кролевця
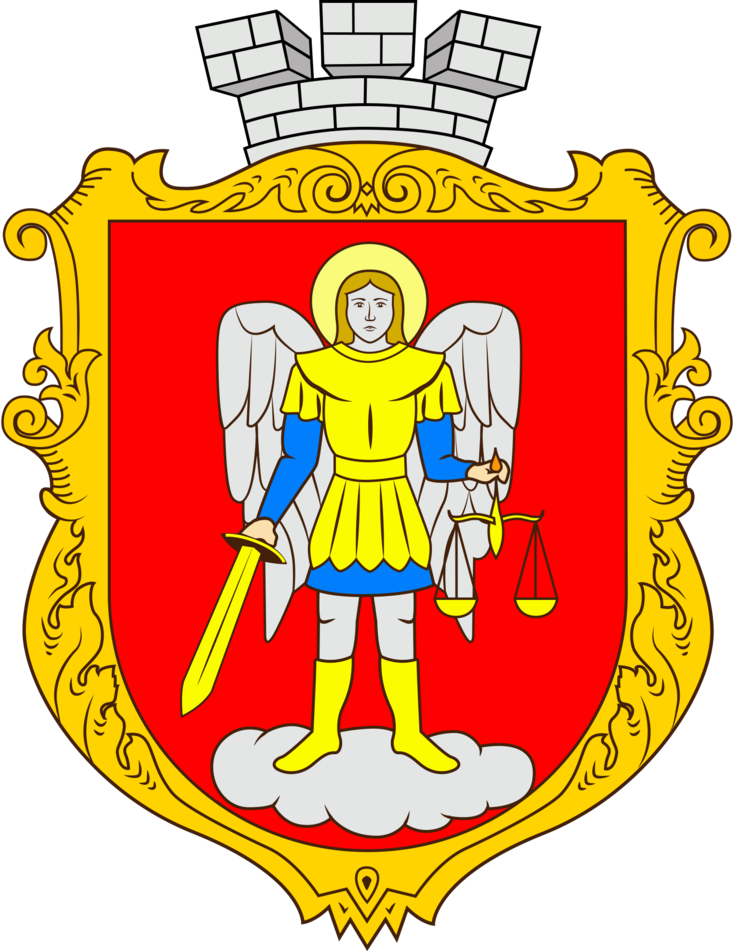
Герб Овруча
Герб Мінська
Герб Новогрудка
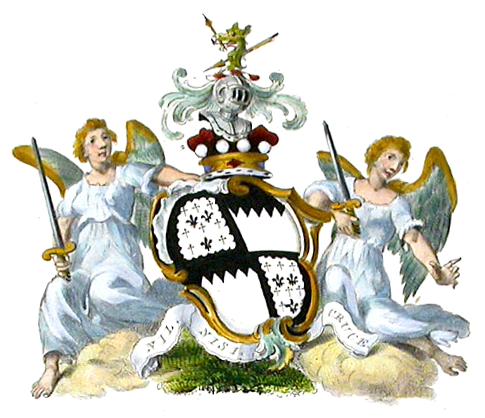
Герб маркіза Вотерфорда